# Otocinclus xakriaba
Otocinclus xakriaba är en fiskart som beskrevs av Schaefer, 1997. Otocinclus xakriaba ingår i släktet Otocinclus och familjen Loricariidae. Inga underarter finns listade i Catalogue of Life.